# Dagmar Sachse
Dagmar Sachse (* 1970 in München) ist eine deutsche Theater- und Film-Schauspielerin.

## Leben und Wirken
Dagmar Sachse absolvierte von 1990 bis 1994 eine Schauspielausbildung an der Otto-Falckenberg-Schule in München. Anschließend war sie an den Kammerspielen München und am Residenztheater München zu sehen. Seit 1995 spielt Dagmar Sachse an der städtischen Bühne Köln und im Schauspiel Köln Theater. 1993 begann sie ihre Filmkarriere in Herbert Achternbuschs Hades und Ab nach Tibet!. 2004 spielte sie in Helge Schneiders Komödie Jazzclub – Der frühe Vogel fängt den Wurm, darüber hinaus im Tatort sowie in SOKO Köln und SOKO Leipzig. 2015 war sie in Sönke Wortmanns Film Frau Müller muss weg zu sehen.

## Filmografie (Auswahl)
- 1993: Ab nach Tibet!
- 1994: Hades
- 1997: Dumm gelaufen
- 1998: Wilsberg – In alter Freundschaft
- 1999: Rembrandt
- 2001: Späte Rache
- 2002: Tatort: Oskar
- 2004: Jazzclub – Der frühe Vogel fängt den Wurm
- 2005: Tatort: Der doppelte Lott
- 2005: Tatort: Schürfwunden
- 2006: Tatort: Stille Tage
- 2007: Notruf Hafenkante (Fernsehserie, Folge Herbststurm)
- 2007: Contergan
- 2008: Selbstgespräche
- 2009: Plötzlich Onkel
- 2009: Ein Mann, ein Fjord!
- 2009: SOKO Köln (Fernsehserie, Folge 5x17)
- 2009: Tannöd
- 2009: Tatort: Tödliche Tarnung
- 2009: Vision – Aus dem Leben der Hildegard von Bingen
- 2011: Die Ausbildung
- 2011: Jetzt sind wir dran
- 2012: Abseitsfalle
- 2012: Das Leben ist nichts für Feiglinge
- 2012: Mit geradem Rücken
- 2012, 2024: SOKO Köln (Fernsehserie, 2 Folgen)
- 2012: Wir haben gar kein Auto
- 2012: Mord mit Aussicht (Fernsehserie, Folge 2x03)
- 2013: Nichts für Feiglinge
- 2013, seit 2020: Sekretärinnen – Überleben von 9 bis 5 (Fernsehserie)
- 2013: Tatort: Der Eskimo
- 2013: Tatort: Schwindelfrei
- 2014: Ohne Dich (Fernsehfilm)
- 2014: Der letzte Bulle (Fernsehserie, Folge 5x05)
- 2014: Pastewka (Fernsehserie, Folge 7x09)
- 2014: Sternstunde ihres Lebens
- 2014: Herzensbrecher – Vater von vier Söhnen (Fernsehserie, Folgen 2x02 und 2x03)
- 2015: Frau Müller muss weg!
- 2015: Heldt (Fernsehserie, Folge 3x04)
- 2015: Der verlorene Bruder
- 2016: Hotel Heidelberg: Kommen und Gehen
- 2016: Das beste Stück vom Braten
- seit 2015: Meuchelbeck (Fernsehserie)
- 2017: Schnitzel geht immer
- seit 2017: Die Eifelpraxis (Fernsehreihe)
- 2017: Charité (Fernsehserie)
- 2017: Alles Klara (Fernsehserie, Folge 3x09)
- 2018: Rentnercops (Fernsehserie, Folge 3x01)
- 2018: Bettys Diagnose (Fernsehserie, Folge 5x12)
- 2018: Fünf Freunde und das Tal der Dinosaurier
- 2019: Ein Sommer in Salamanca (Fernsehfilm)
- 2021: Friesland: Haifischbecken
- 2022: Ein Wahnsinnstag
- 2022: Strafe – Ein hellblauer Tag (Fernsehreihe)
- 2023: Der Staatsanwalt (Fernsehserie, Folge 18x08)
- 2023: Briefe aus dem Jenseits
- 2024: Kroymann (Satiresendung, Ist die noch gut?)

## Engagements am Theater (Auswahl)
- 2003: God save America, Schauspiel Köln
- 2004: Orpheus steigt herab, Schauspiel Köln
- 2005: Volksfeind, Schauspiel Köln
- 2007: Fordlandia, Schauspiel Köln
- 2010: Die Schmutzigen, die Hässlichen und die Gemeinen, Schauspiel Köln
- 2011: Oblomow, Schauspiel Köln[3]

## Auszeichnungen
Dagmar Sachse erhielt 2008 den Max-Ophüls-Preis für ihre Rolle in dem Film Selbstgespräche. 2011 war sie für ihre Rolle im Film Die Ausbildung Preisträger des Dialogue en Perspective auf der Berlinale. 2014 war die deutsche Sitcom Sekretärinnen – Überleben von 9 bis 5, in der Dagmar Sachse die Rolle der Frau Dropp spielt, für den Grimme-Preis in der Kategorie: Unterhaltung nominiert.